# Wienerkonditoriet

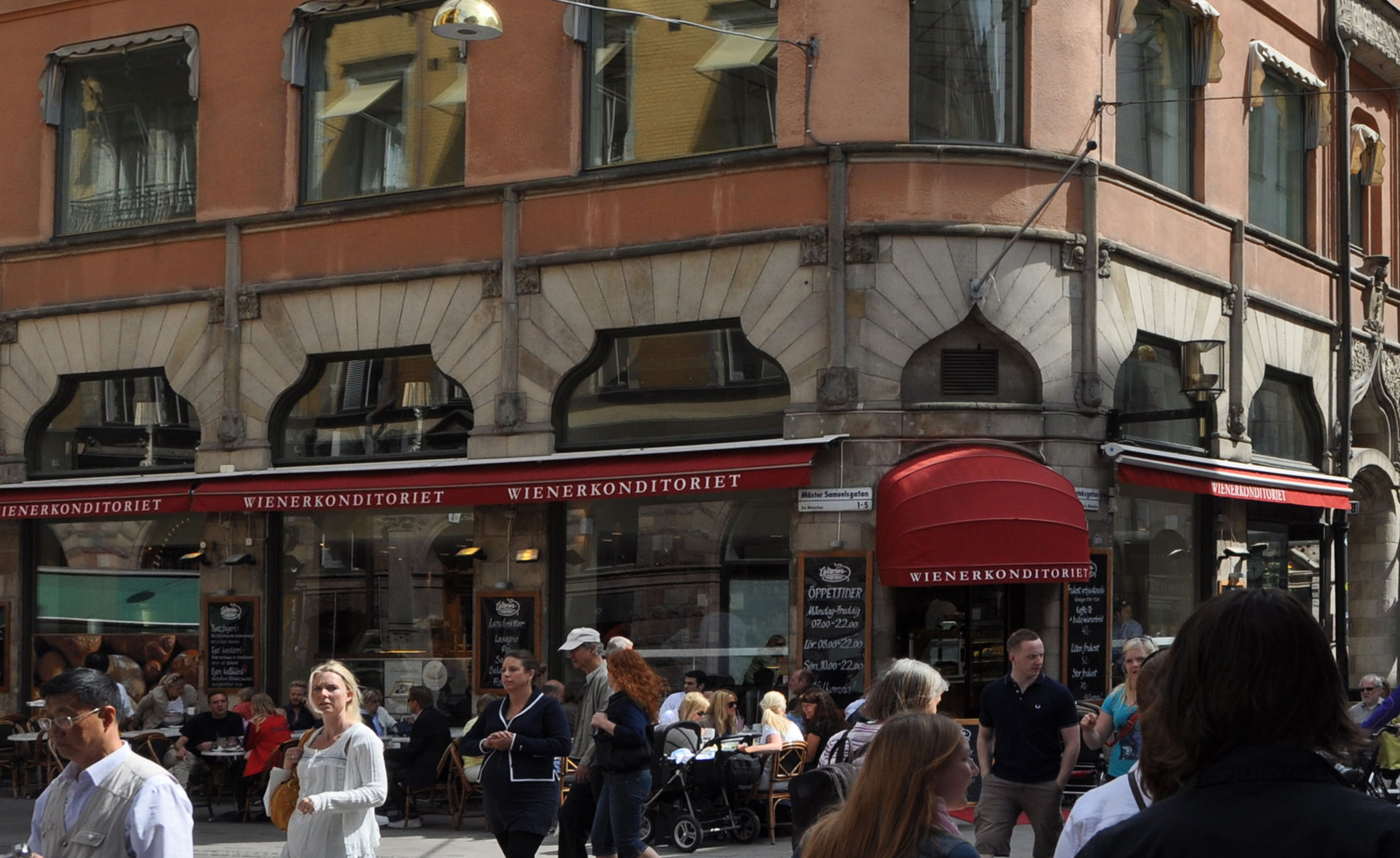
Wienerkonditoriet, 2010.

Wienerkonditoriet är ett anrikt kafé beläget i fastigheten Rännilen 11 i hörnet Mäster Samuelsgatan 5 / Biblioteksgatan 6–8 på Norrmalm i Stockholm. Stället var även känt under namnet Wiener Café Anno 1904 och namnändrades efter en renovering 2019 till Pas D’art.

## Historik

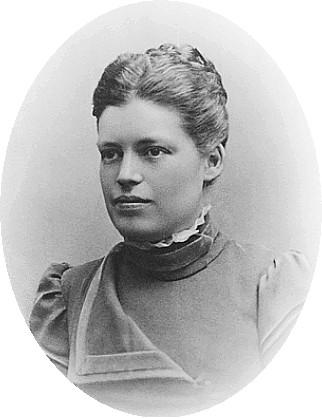
Alma Hofman-Bang.

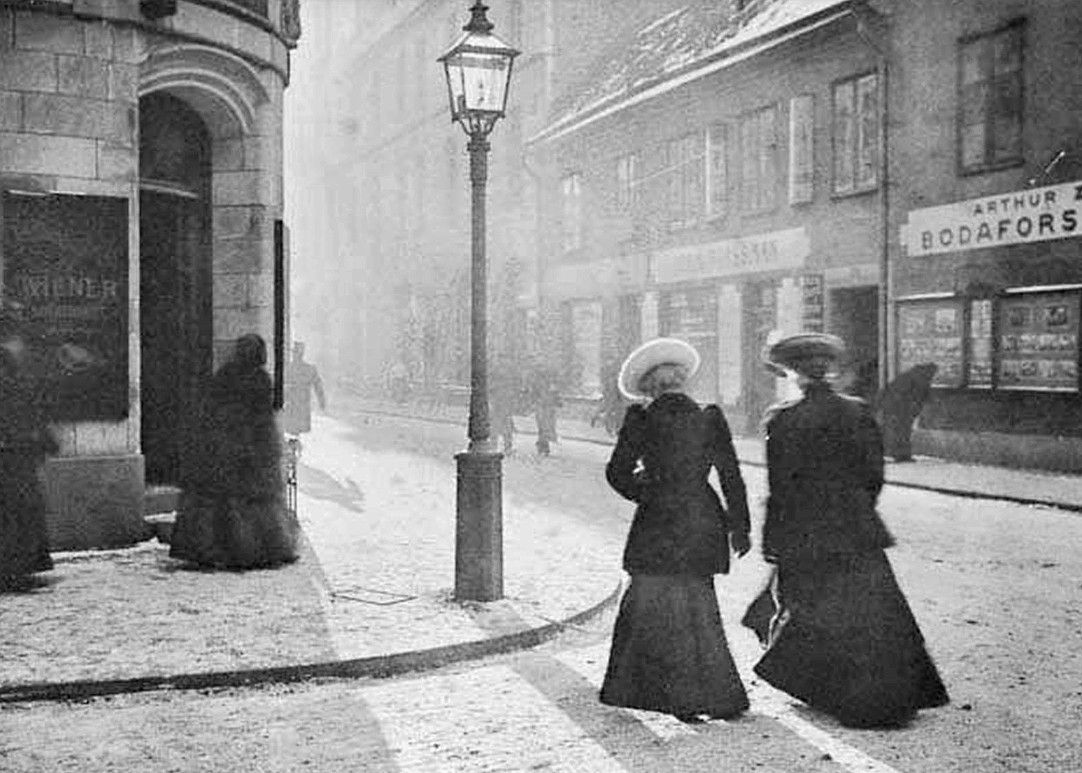
Wienerkonditoriet 1904.

Wienerkonditoriet öppnade sin verksamhet 1904 i den då nybyggda fastigheten Rännilen 11. Huset, formgiven i jugendstil, uppfördes 1899–1900 efter ritningar av arkitektkontoret Hagström & Ekman på uppdrag av grosshandlaren Per S. Bocander. Den attraktiva hörnlokalen i två våningar hyrdes till en början av Ivar Roséns Elektriska affär men byggdes redan 1904 om för att inhysa ett café med inspiration från ett  Wiener Kaffeehaus.
De första ägarna var den dansk-svenska släkten Hofman-Bang. Initiativet till att öppna ett ”äkta” Wienerkafé i Stockholm kom från Alma Maria Hofman-Bang, född Andersson (1873–1948). Alma Andersson var bokhållare på Apoteket Nordstjernan i centrala Stockholm där hon träffade sin blivande man, apotekaren Lars Vilhelm Hofman-Bang (1873–1946). Innan hon gifte sig med honom ville hon skaffa sig ett ”ordentligt arbete” och reste därför till Wien där hon utbildades för att kunna driva ett Wienerkafé på ett professionellt sätt. 1904 öppnade hon Wienerkonditoriet på Biblioteksgatan som blev en institution bland Stockholms konditorier och kaféer.
Efter henne övertog sonen, Lars Hofman-Bang (1910–2004) ledningen av Wienerkonditoriet fram till slutet av 1950-talet. 1958 förvärvades fastigheten av Hufvudstaden som lät genomföra en större ombyggnad av huset och av kafélokalerna. Därefter bytte Wienerkonditoriet ägare några gånger.

### Nya ägare och nytt namn
År 2013 övertog PDF Brasserie Group lokalerna i Rännilen 11 och en omfattande renovering genomfördes. PDF Brasserie Group driver sedan 2010 även den anrika Restaurang Prinsen vilken ligger mittemot på Mäster Samuelsgatan 4. År 2019 ändrades konceptet till brasseri, café och bar under namnet Pas d’art. Även interiören ändrades igen. Pas d’art serverar frukost, lunch och middag inspirerat av det franska köket.

### Bilder

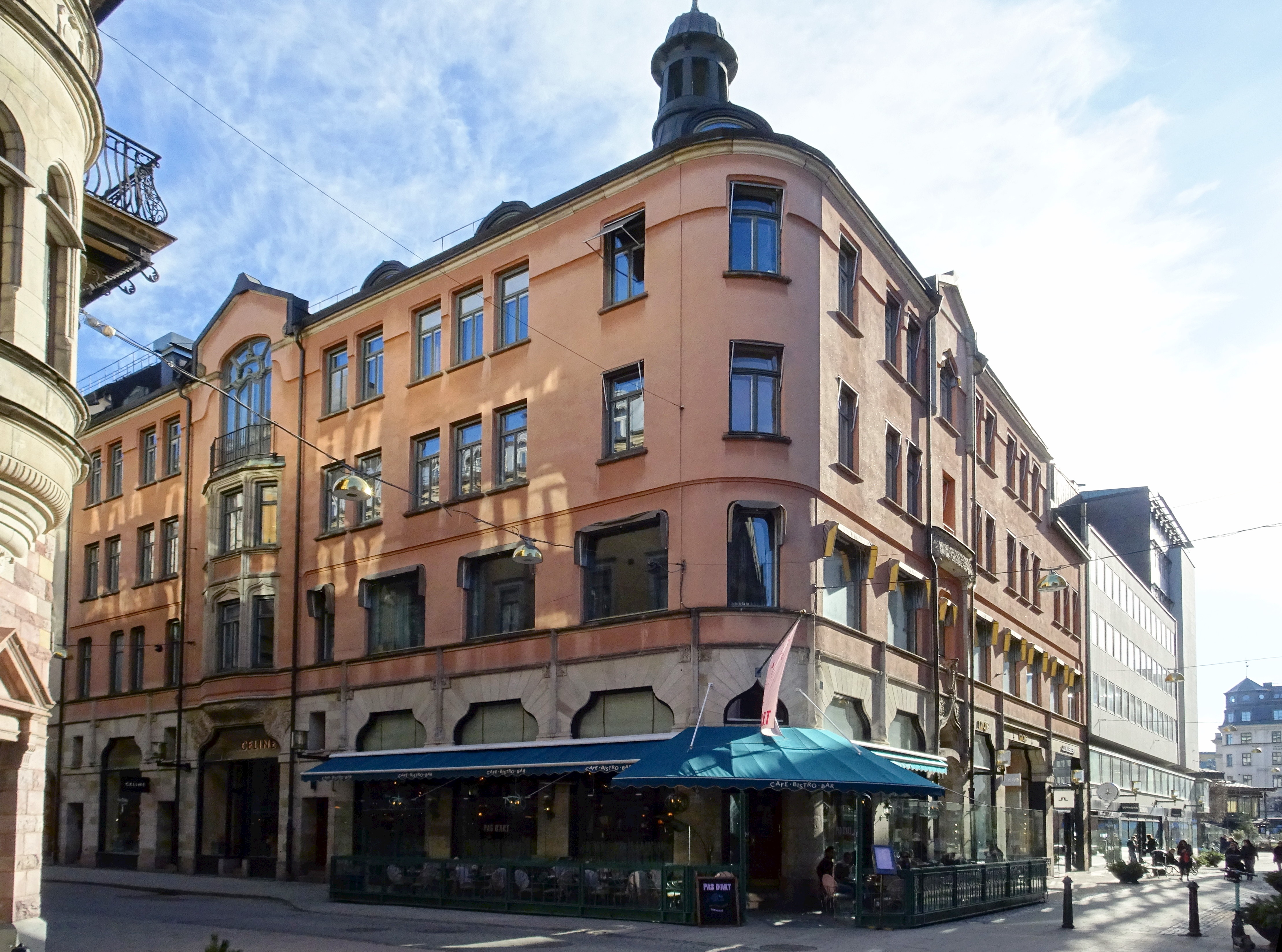
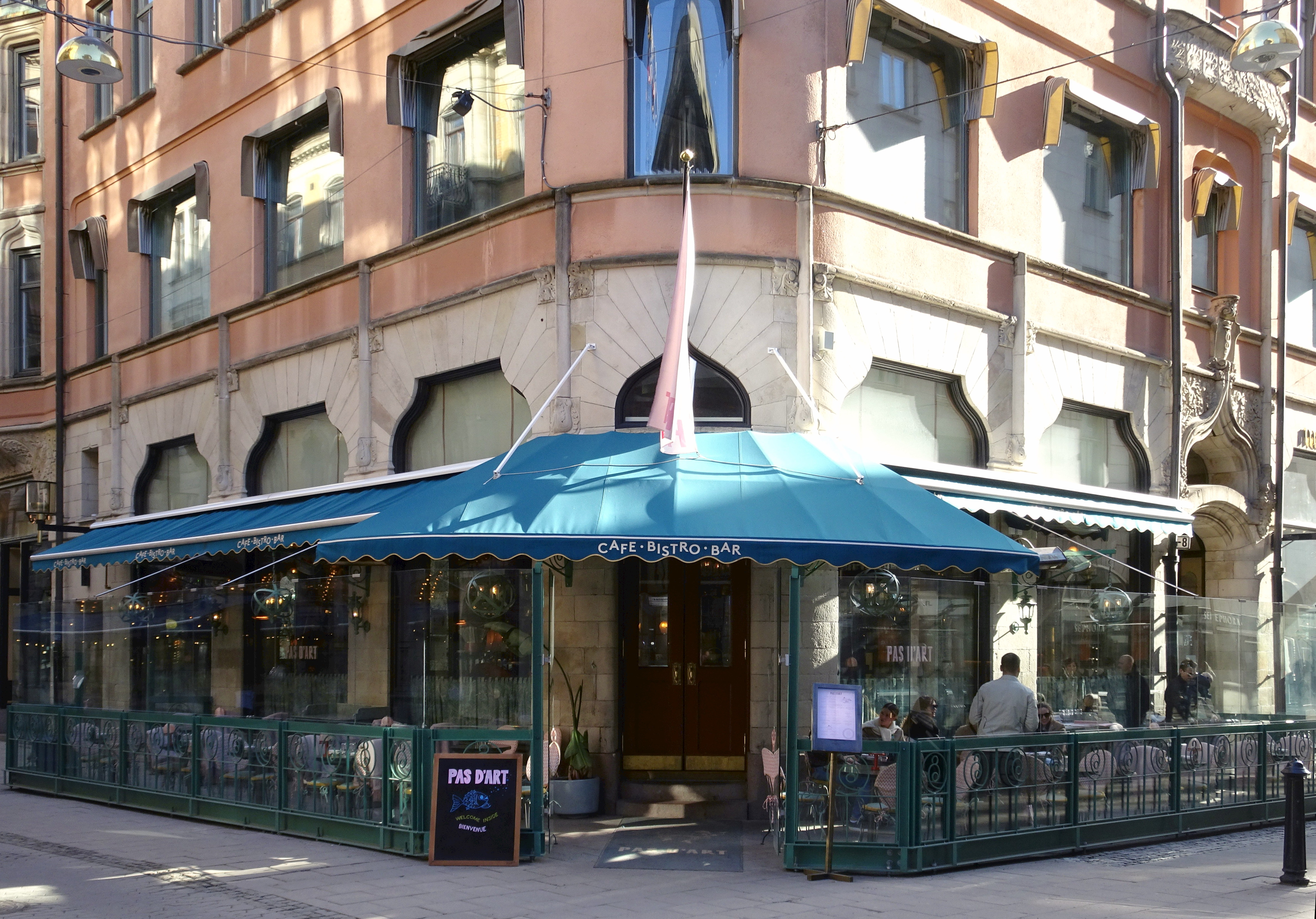
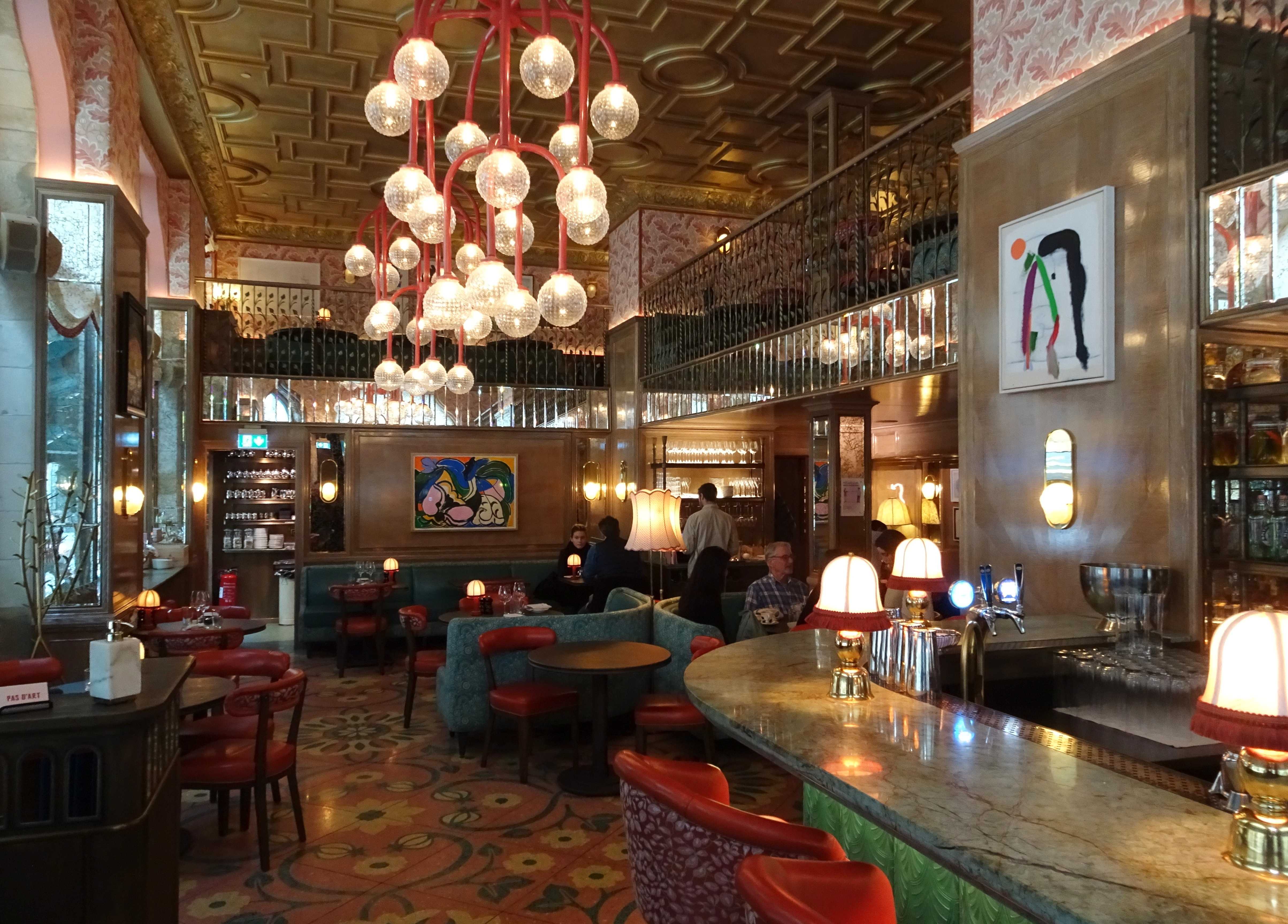
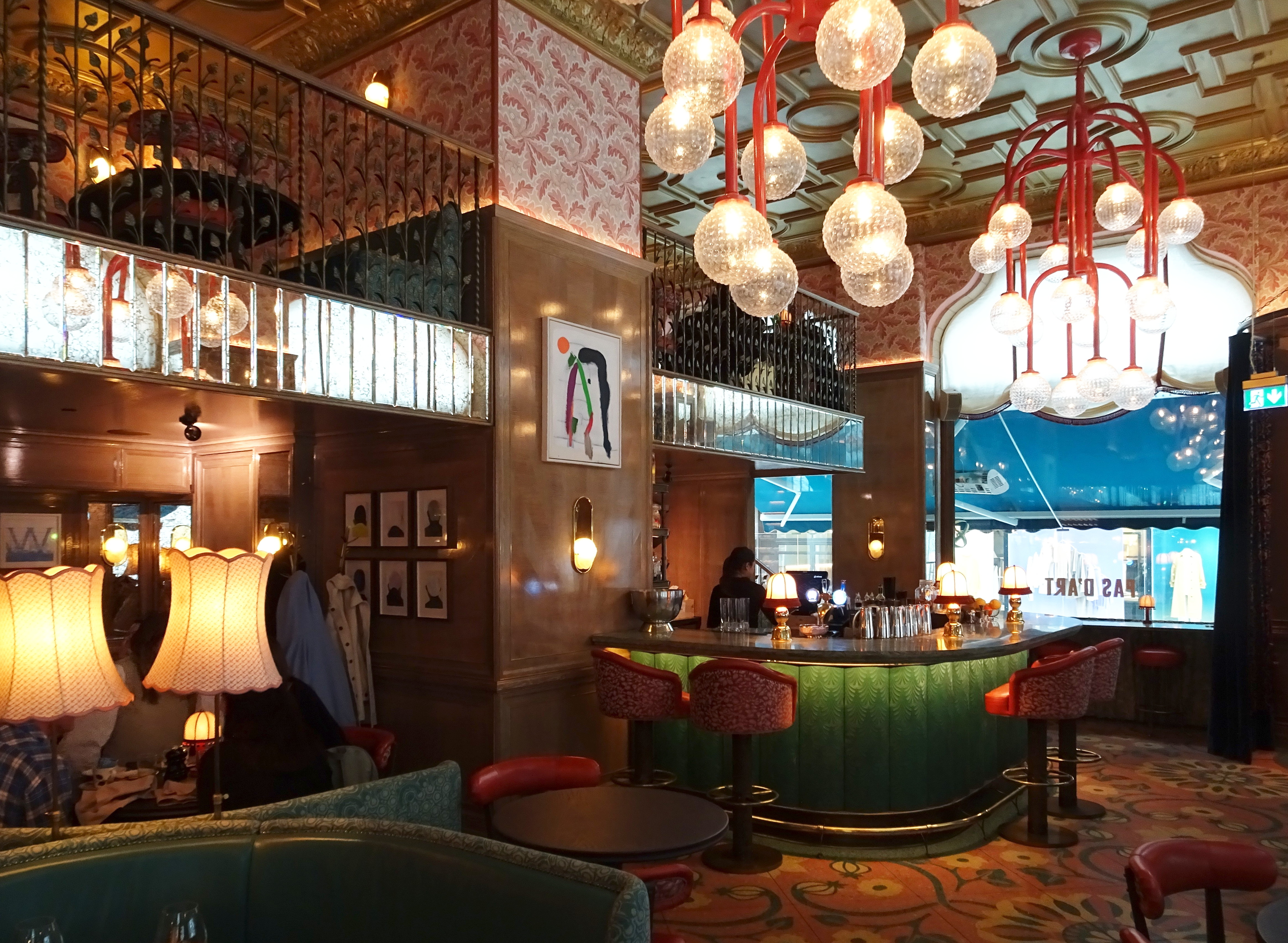